# Primaires présidentielles du Parti républicain américain de 1980
Les primaires présidentielles du Parti républicain américain de 1980 sont des élections internes au parti républicain ayant désignées Ronald Reagan comme candidat à l'élection présidentielle américaine de 1980.
L'ancien acteur hollywoodien et gouverneur de Californie pendant deux mandats a été choisi comme candidat à l’issue d’une série d’élections primaires du 21 janvier au 3 juin 1980 et de caucus qui ont culminé avec la Convention nationale républicaine qui s’est tenue du 14 au 17 juillet 1980 à Détroit, dans le Michigan.

## Contexte
À l’approche de l’élection présidentielle de 1980, le président démocrate sortant Jimmy Carter paraissait vulnérable. Les prix élevés de l’essence, la stagflation économique, la reprise de la guerre froide avec l’Union soviétique après l’invasion de l’Afghanistan et la crise des otages en Iran qui s’est développée lorsque des étudiants iraniens se sont emparés de l’ambassade américaine à Téhéran ont tous contribué à un mécontentement général à l’égard de la présidence de Carter. Sa cote de popularité est tombée à moins de 20 % à la fin de 1979. Par conséquent, le président a dû faire face à de rudes défis aux primaires démocrates de la part du sénateur du Massachusetts Ted Kennedy et du gouverneur de Californie Jerry Brown. 
En conséquence un large éventail de challengers républicains a émergé.

## Liste des candidats
| candidat          | dernière fonction            | État d'origine | votes populaires | résultat                                             |
| ----------------- | ---------------------------- | -------------- | ---------------- | ---------------------------------------------------- |
| Ronald Reagan     | gouverneur de Californie     | Californie     | 7 709 793        | gain dans 44 États élu par la convention             |
| George H. W. Bush | directeur de la CIA          | Texas          | 3 070 033        | retrait le 26 mai désigné pour la vice présidence    |
| John Anderson     | représentant pour l'Illinois | Illinois       | 1 572 174        | retrait le 24 avril poursuit en candidat indépendant |
| Howard Baker      | sénateur pour le Tennessee   | Tennessee      | 181 153          | retrait le 5 mars                                    |
| Phil Crane        | représentant pour l'Illinois | Illinois       | 97 793           | retrait le 17 avril                                  |
| John Connally     | secrétaire au Trésor         | Texas          | 82 625           | retrait le 9 mars                                    |
| Ben Fernandez     | ambassadeur au Paraguay      | Californie     | 25 520           | retrait le 30 mars                                   |
| Harold Stassen    | fonctionnaire fédéral        | Pennsylvanie   | 25 425           | retrait ?                                            |
| Bob Dole          | sénateur pour le Kansas      | Kansas         | 7 204            | retrait le 15 mars                                   |
| Larry Pressler    | sénateur du Dakota du sud    | Dakota du sud  |                  | retrait le 8 janvier avant les primaires             |
| Lowell Weicker    | sénateur du Connecticut      | Connecticut    |                  | retrait le 16 mai 1979 avant les primaires           |

### Source
- (en) Cet article est partiellement ou en totalité issu de l’article de Wikipédia en anglais intitulé « 1980 Republican Party presidential primaries » (voir la liste des auteurs).